# ماریا مارگارتا کرچ
ماریا مارگارتا کرچ (با نام تولد وینکلمن، در منابع تاریخی با نام ماریا مارگارتا کیرشین؛ انگلیسی: Maria Margaretha Kirch; ۲۵ فوریهٔ ۱۶۷۰ – ۲۹ دسامبر ۱۷۲۰) ستاره‌شناس آلمانی بود. او به‌دلیل نوشته‌هایش دربارهٔ مقارنهٔ خورشید با زحل، زهره و مشتری در سال‌های ۱۷۰۹ و ۱۷۱۲، یکی از نخستین ستاره‌شناسان مشهور دورهٔ خود به‌شمار می‌رفت. او برنده مدال طلایی فرهنگستان علوم پروس شده است.

## زندگی اولیه
ماریا از کودکی توسط پدرش که کشیش لوتری بود آموزش دید؛ کسی که معتقد بود او سزاوار آموزشی هم‌تراز با آموزش داده‌شده به پسران جوان است. تا ۱۳سالگی، هر دو والدینش را از دست داده بود. تا آن زمان، او همچنین آموزش عمومی را از دامادش یوستینوس تلنر و کریستوف آرنولد، ستاره‌شناس خودآموختهٔ مشهور که در شهر زومرفلد زندگی می‌کرد و به‌عنوان نخستین کسی شناخته می‌شد که دنباله‌داری گذرا را کشف کرده بود، دریافت ننمود. او به‌عنوان شاگرد غیررسمی و بعدها دستیار آرنولد درآمد و با او و خانواده‌اش زندگی می‌کرد. در این دوره، نجوم به‌طور کامل بر اساس خطوط صنفی سازماندهی نشده بود. در نتیجه، مسیر تبدیل‌شدن به ستاره‌شناس اغلب در هر مورد بسیار متفاوت به‌نظر می‌رسید.
از طریق آرنولد، ماریا با گوتفرید کیرش، ستاره‌شناس و ریاضیدان مشهور آلمانی که ۳۰ سال از او بزرگ‌تر بود و آموزش نجوم را نزد یوهانس هولیوس دیده و تحصیلات رسمی را در دانشگاه ینا گذرانده بود، آشنا شد. آن‌ها در سال ۱۶۹۲ ازدواج کردند و بعدها صاحب چهار فرزند شدند که همگی با مطالعهٔ نجوم، راه والدین خود را ادامه دادند. کیرش از این ازدواج سود برد، زیرا همسری داشت که از فرزندانش مراقبت می‌کرد و دستیاری که محاسبات را انجام می‌داد، داده‌ها را جمع‌آوری و به او کمک می‌کرد. در عین حال، ماریا توانست تحصیلات خود را در نجوم ادامه دهد. بدون این ازدواج، بعید بود که ماریا بتواند به‌طور مستقل در نجوم مشارکت کند. در سال ۱۷۰۰، این زوج به برلین نقل‌مکان کردند، زیرا فریدریش سوم، حاکم منتخب براندنبورگ (بعدها فریدریش اول پروس)، گوتفرید کیرش را به‌عنوان ستاره‌شناس سلطنتی منصوب کرده بود؛ مقامی که به ستاره‌شناس برجسته اعطا می‌شد.

## حرفه، مشاهدات و انتشارات
زنان در طول دورهٔ شاگردی خود سال‌های سفر را تجربه نمی‌کردند، که باعث می‌شد برای آموزش به افراد خانوار خود وابسته باشند. در نتیجه، گوتفرید کیرش آموزش بیشتری در نجوم به همسرش داد، همان‌طور که برای خواهر و همهٔ فرزندانش از سنین پایین این کار را انجام می‌داد. به‌دلیل هنجارها و باورهای اجتماعی آن دوره، زنان در آلمان اجازهٔ تحصیل در دانشگاه‌ها را نداشتند. با این حال، این امر زنان را به‌طور کامل از فعالیت در نجوم محروم نمی‌کرد، زیرا کار نجوم و رصد آسمان عمدتاً خارج از دانشگاه‌ها انجام می‌شد. اکثر ستاره‌شناسان در این دوره مدارک رسمی در نجوم نداشتند. دانشگاه‌های علمی برجسته در زمان کرچ شامل آکادمی سلطنتی علوم فرانسه، آکادمی برلین و انجمن سلطنتی لندن می‌شد - که همگی برای مخاطبان مرد قابل عضویت بودند.
از سال ۱۶۹۷، گرچ همچنین شروع به ثبت اطلاعات آب و هوا کردند. از داده‌های آنها برای تولید تقویم و سالنامه استفاده می‌شد و همچنین در جهت‌یابی بسیار مفید بود. آکادمی علوم در برلین فروش تقویم‌های خود را انجام می‌داد.